# 北徹朗
北 徹朗（きた てつろう、1977年8月-）は日本の教育学者。武蔵野美術大学教授。

## 来歴
岡山県真庭郡久世町（現・真庭市）出身。博士（医学）、経営管理修士（専門職）を保持する。
2010年に帝京科学大学専任講師となる。2012年、武蔵野美術大学専任講師に転じ、2014年に同准教授、同大学院博士後期課程兼担准教授、2020年に教授昇任。2015年にソフトバンクグループが運営するサイバー大学客員准教授、2023年に客員教授昇任。2019年に東京大学教養学部非常勤講師に就任。